# River Lol
River Lol är ett vattendrag i Sydsudan.   Det ligger i delstaten Unity, i den centrala delen av landet, 600 kilometer nordväst om huvudstaden Juba.